# Репо-Эцери
Ряп или Репо-Эцери (абх. Рьап, груз. რეფო-ეწერი) — село в Абхазии, в Галском районе частично признанной Республики Абхазия, согласно административному делению Грузии — в Гальском муниципалитете Абхазской Автономной Республики. Расположено в 5 км к западу от райцентра Гал. В административном отношении село представляет собой административный центр сельской администрации Ряп.

## Границы
На западе сельская администрация Ряп (Репо-Эцери) граничит с с/а (селом) Приморск, на юге — с с/а (сёлами) Нижний Баргяп и Верхний Баргяп; на юго-востоке — с с/а (селом) Сида, на востоке — с с/а (селом) Шашикуара Галского района; на севере территория с/а граничит с с/а (сёлами) Ачигуара и Шешелет Очамчырского района.

## Администрация
В состав сельской администрации Ряп (Репо-Эцери) входят сёла:
- собственно Репо-Эцери (Ряп), у побережья реки Эрисцкари (Эрцкар) —  684 человека (1989 г.)
- Хумушкури (Рышха), к югу от Репо-Эцери (Ряп) —  462 человека (1989 г.)
- Хумени-Натопури (Ахуштаара), к юго-западу от Репо-Эцери (Ряп) —  724 человека (1989 г.)
- Тхинашкари, к югу от Хумени-Натопури (Ахуштаара) —  0 человек (1989 г.)

## Население
По данным переписи 1989 года на территории Репо-Эцерской сельской администрации (сельсовета) жило 1870 человек, по данным переписи 2011 года население сельской администрации Ряп составило 971 человек, в основном грузины (99,1 %, в том числе собственно 98,5 % — грузины и 0,6 % — мегрелы).